# Steve Coote
Steve Coote (Bolton, 19 september 1970) is een Engelse darter. Zijn bijnaam luidt "Magic". Hij is geen fulltime professional en werkt als brandweerman. In Nederland heeft hij de meeste bekendheid gekregen omdat hij de tegenstander was van Shaun Greatbatch in de finale van de Dutch Open 2002. Greatbatch gooide in deze wedstrijd de eerste 9-darter op live televisie. Binnen het dartcircuit is Steve Coote bekend vanwege het feit dat hij al meerdere malen gewisseld is van dartsorganisatie.
Steve Coote begon zijn carrière in 1999 bij de British Darts Organisation (BDO). Daar speelde hij tot 2004, totdat hij overstapte naar de Professional Darts Corporation (PDC). In 2007 maakte hij de overstap terug naar de BDO om in 2013 opnieuw over te stappen naar de PDC. In dat jaar naam Coote deel aan de Qualifying School waar hij een tourkaart wist te bemachtigen. Ondanks de tourkaart nam hij slechts aan enkele toernooien deel. In 2014 stapte hij weer terug over naar de BDO.

## Resultaten op Wereldkampioenschappen

### BDO
- 2000: Laatste 16 (verloren van Co Stompé met 1-3)
- 2001: Laatste 32 (verloren van Wayne Mardle met 2-3)
- 2002: Laatste 16 (verloren van Martin Adams met 1-3)
- 2003: Laatste 32 (verloren van  Mervyn King met 1-3)
- 2004: Laatste 32 (verloren van Gary Robson met 2-3)